# Lista över Europas länder i storleksordning
Detta är en lista över Europas länder i storleksordning. Europas totala geografiska område är cirka 10,2 miljoner km².
Vissa av länderna har en del av sin areal i andra kontinenter. De är markerade med en asterisk (*) och endast deras europeiska område är medräknat.
| Ranking | Land                    | Area km²  | Kommentarer                              |
| ------- | ----------------------- | --------- | ---------------------------------------- |
| 1       | Ryssland*               | 3 960 000 | Totalt 17 098 246, huvudsakligen i Asien |
| 2       | Ukraina                 | 603 700   | [ 2 ]                                    |
| 3       | Frankrike*              | 551 700   | Utan dess utomeuropeiska områden         |
| 4       | Spanien*                | 498 468   | Utan Kanarieöarna, Ceuta och Melilla     |
| 5       | Sverige                 | 450 295   |                                          |
| 6       | Norge                   | 385 203   |                                          |
| 7       | Tyskland                | 357 050   |                                          |
| 8       | Finland                 | 338 145   |                                          |
| 9       | Polen                   | 312 685   |                                          |
| 10      | Italien                 | 301 318   |                                          |
| 11      | Storbritannien          | 244 820   |                                          |
| 12      | Rumänien                | 238 392   |                                          |
| 13      | Belarus                 | 207 600   |                                          |
| 14      | Kazakstan*              | 150 000   | Huvudsakligen i Asien                    |
| 15      | Grekland                | 131 940   |                                          |
| 16      | Bulgarien               | 110 910   |                                          |
| 17      | Island                  | 103 000   |                                          |
| 18      | Ungern                  | 93 030    |                                          |
| 19      | Portugal                | 91 568    |                                          |
| 20      | Österrike               | 83 858    |                                          |
| 21      | Tjeckien                | 78 866    |                                          |
| 22      | Serbien                 | 77 474    |                                          |
| 23      | Irland                  | 70 280    |                                          |
| 24      | Litauen                 | 65 200    |                                          |
| 25      | Lettland                | 64 589    |                                          |
| 26      | Kroatien                | 56 542    |                                          |
| 27      | Bosnien och Hercegovina | 51 129    |                                          |
| 28      | Slovakien               | 48 845    |                                          |
| 29      | Estland                 | 45 226    |                                          |
| 30      | Danmark*                | 43 094    | Utan Grönland                            |
| 31      | Nederländerna           | 41 526    |                                          |
| 32      | Schweiz                 | 41 290    |                                          |
| 33      | Moldavien               | 33 843    |                                          |
| 34      | Belgien                 | 30 510    |                                          |
| 35      | Albanien                | 28 748    |                                          |
| 36      | Nordmakedonien          | 25 333    |                                          |
| 37      | Turkiet*                | 24 378    | Huvudsakligen i Asien                    |
| 38      | Slovenien               | 20 273    |                                          |
| 39      | Montenegro              | 13 812    |                                          |
| 40      | Kosovo                  | 10 910    |                                          |
| 41      | Azerbajdzjan*           | 8 600     | Huvudsakligen i Asien                    |
| 42      | Georgien*               | 3 700     | Huvudsakligen i Asien                    |
| 43      | Luxemburg               | 2 586     |                                          |
| 44      | Andorra                 | 468       |                                          |
| 45      | Malta                   | 316       |                                          |
| 46      | Liechtenstein           | 160       |                                          |
| 47      | San Marino              | 61        |                                          |
| 48      | Monaco                  | 1,95      |                                          |
| 49      | Vatikanstaten           | 0,44      |                                          |